# أريبيان لينكس
ارابيان لينكس هي توزيعة لينكس عربية يطورها مسلم عادل وهي تعمل مباشرة من على القرص المدمج بالواجهة الرسومية KDE، ولا تحتاج إلى تثبيت (يمكن تثبيتها في حال أراد المستخدم ذلك). واخر نسخة هي arabian linux 2007 ومن المنتظر طرحها في شهر أكتوبر

## ابرز التغيرات في ارابيان 2007
1- تم تغيير طريقة ترقيم التوزيعة.
بدل من الأرقام 0.6، 0.7، 0.8 الخ... ارابيان القادم (0.7) سيحمل الرقم 2007.
2- بالنسبة للخطوط:
في ارابيان 2007، لا يوجد أي خط من خطوط مايكروسوفت، هذه قد تسبب نقطة إزعاج للبعض، وخاصة في التصفح، ولكن لحل هذه المشكلة، فان أرابيان سيقوم بالبحث أثناء الإقلاع عن ويندوز، وفي حال وجده سيقوم بنسخ الخطوط Tahoma وArial بشكل الي أثناء الإقلاع ولن تشعر أن هذه الخطوط غير موجودة.
تبقى مشكلة من ليس لديهم ويندوز، حيث تم عمل برنامج صغير بإمكانهم استخدامه لإضافة خطوط موجودة في مجلد ما، فكل ما عليهم عمله هو نسخ الخطوط من أي جهاز ويندوز موجود وإضافتها في أي مجلد.
3- مركز تحكم ارابيان الجديد.
هذا الإصدار يحتوي على مركز تحكم جديد اسمه apanel-ng (apanel new generation(أو يملك الاسم "تحكم"
هذا المركز تم عمله في البداية من قبل الأخ فهد السعيدي (omlx) واخيه زايد، وتم كتابته باستخدام python.
وقد أعيدت كتابته وإضافة بعض التعديلات في الشكل والمظهر العام.
يحتوي هذا المركز على كم هائل من الأدوات الجديدة التي تسهل كل شيء تقريبًا.
وإن أراد المستخدم تثبيت LAMP (linux + apache + mysql + php + proftp + phpmyadmin) فما عليه سوى الضغط عليه وسيحصل على خادم جاهز للعمل ينتظر تصميم الصفحات.
ويمكن للمستخدم مشاركة ملفاته أو الطابعة أو حتى خط الإنترنت، أيضا ضغطة زر كافية لهذا كله.
وتم توفير إجراءات جاهزة لإعداد خادم بروتوكول التشكيل الدينامي أو خادم إيميل أو Proxy Server باستخدام squid بنفس السهولة.
تعريف الوايرليس، المودم adsl، المودم الداخلي، المودم الخارجي، كرت الستالايت، عمل اتصال vpn، إضافة كرت tv، وما يتبع أيضًا كلها سهلة جدًا باستخدام المعالجات (wizards) الجديدة الموجودة في هذا الإصدار.
كل الأدوات تحتوي على اللغة العربية بشكل افتراضي، بالإضافة إلى إمكانية تغيير الخط العربي لهذه الأدوات كيفما شاء المسخدم باستخدام الأداة الخاصة لهذا، حيث يوفر للمستخدم الحرية في تخصيص ما يراه مناسبًا من الميزات المتاحة للتخصيص.
4- مثبت أرابيان أيضا جديد.
يمكن للمسخدم تقسيم القرص الصلب وإعادة تحجيمه من جديد باستخدام المثبت نفسه، حيث أتاحت هذه الحطوة إمكانية إدارة القرص الصلب بدون الحاجة إلى برامج طرف ثالث.
5- التعامل مع الشبكات أصبح أسهل.
حيث تم توفير نظام بروفايلات إعدادات للاستغناء عن الحاجة لضبط إعدادات الشبكة عند كل نقل للجهاز من موقع لآخر، بمعنى أصح قابلة أكثر للتجوال portability.

## مواقع ذات صلة
https://web.archive.org/web/20071011201403/http://linuxac.org/forum/forumdisplay.php?f=9